# Metaplexis japonica
Metaplexis japonica är en oleanderväxtart som först beskrevs av Thunberg, och fick sitt nu gällande namn av Tomitaro Makino. Metaplexis japonica ingår i släktet Metaplexis och familjen oleanderväxter. Inga underarter finns listade i Catalogue of Life.